# Regnellites
Regnellites nagashimae — найстаріша з відомих викопних рослин з родини папоротеподібних Marsileaceae. Regnellites походить із гірських порід японської формації Кійосу-е верхньої юри або нижньої крейди. Скам'янілості включають листя з видимими жилками, а також спорокарпії.